# Miguel de Lucas González
Miguel María de Lucas González (Madrid, 12 de noviembre de 1966) es un diplomático español. Ejerce como embajador de España en Jordania, desde 2022.

## Carrera diplomática
Tras licenciarse en Derecho ingresó en la Escuela Diplomática (1993).
Su primer destino en el Ministerio de Asuntos Exteriores, Unión Europea y Cooperación fue como Jefe de Servicio en el Gabinete del Secretario de Estado de Cooperación Internacional y para Iberoamérica SECIPI (1994). Ese mismo año se trasladó a Nigeria, como Secretario (1994-1996) y Segunda Jefatura (1996-1997) en la Embajada de España en Lagos. Y desde entonces ocupó diversos puestos: Secretario en la Embajada de España en Asunción (Paraguay, 1997-2000); Segunda Jefatura en la Embajada de España en Yaundé (Camerún) y director del Centro Cultural de España en Camerún (2000-2003).
De regreso a España, fue Jefe de Área para Filipinas y Asuntos del Pacífico en la Dirección General de Asia en el Ministerio de Asuntos Exteriores (2003-2007); director de Relaciones Internacionales (2007-2009), Secretario General (2009-2013) y director general (2013-2019) del Centro Sefarad-Israel; y jefe de la Delegación interministerial de España ante la Alianza Internacional para la Memoria del Holocausto y miembro del Patronato de la Fundación Pluralismo y Convivencia (2017-2022).
Es embajador de España en Jordania (desde 2022).

## Distinciones
- Cruz de la Orden del Mérito con distintivo blanco (2014)
- Oficial de la Orden de Isabel la Católica (2003)
- Caballero de la Orden del Mérito Civil (1996)
- Alférez de complemento de Arma de Infantería